# لاگوآ دو توکانتینس
لاگوآ دو توکانتینس (به پرتغالی: Lagoa do Tocantins) یک منطقهٔ مسکونی در برزیل است که در توکانتینس واقع شده‌است. لاگوآ دو توکانتینس ۴٬۳۹۳ نفر جمعیت دارد.